# Luksemburški evrokovanci
Na luksemburških evrokovancih so upodobljeni tri različni motivi, ki pa vsi prikazujejo luksemburškega velikega vojvodo Henrija Luksemburškega. Vsi motivi vsebujejo tudi 12 zvezd, leto kovanja in naziv za Luksemburg v luksemburščini: Lëtzebuerg. Luksemburške evrokovance kujejo na Nizozemskem.
Na luksemburških evrokovancih je veliki vojvoda Henri sploh prvič upodobljen na kovancih, zato je njegova glava obrnjena v levo. Na kovancih drugih držav evroobmočja, ki prikazujejo vodjo države, so portreti obrnjeni v desno, kar pomeni, da niso prvič upodobljeni na kovancu. 

## Podoba luksemburških evrokovancev
| Luksemburški evrokovanci – zadnja stran | Luksemburški evrokovanci – zadnja stran | Luksemburški evrokovanci – zadnja stran                                       |
| 0,01 €                                  | 0,02 €                                  | 0,05 €                                                                        |
| --------------------------------------- | --------------------------------------- | ----------------------------------------------------------------------------- |
|                                         |                                         |                                                                               |
| Portret velikega vojvode Henrika        |                                         |                                                                               |
| 0,1 €                                   | 0,2 €                                   | 0,5 €                                                                         |
|                                         |                                         |                                                                               |
| Portret velikega vojvode Henrika        |                                         |                                                                               |
| 1 €                                     | 2 €                                     | Rob kovanca za 2 €                                                            |
|                                         |                                         | Številka 2 med dvema zvezdicama, izmenično obrnjena na glavo, skupaj šestkrat |
| Portret velikega vojvode Henrika        |                                         |                                                                               |
|                                         |                                         |                                                                               |

## Priložnostni kovanci za 2 €
- 2004: Portret in monogram Henrija Luksemburškega (v preglednici)

Na priložnostnem kovancu iz leta 2004 je poleg vojvodove slike in monograma tudi napis »HENRI - Grand-Duc de Luxembourg«.
- 2005: Veliki vojvoda Henri in veliki vojvoda

Kovanec je bil izdan ob 50-letnici rojstva velikega vojvode Henrija ter ob 100-letnici smrti velikega vojvode Adolfa. Upodobljena sta oba monarha ter napisa »HENRI *1955« in »ADOLPHE †1905«.
- 2006: 25. rojstni dan prestolonaslednika Guillaumeja

Na novcu sta upodobljena veliki vojvoda Henri in v ozadju prestolonaslednik Guillaume.